# Distaccante
I distaccanti sono sostanze in grado di prevenire l'adesione di due elementi. Vengono utilizzati nel processo di produzione delle materie plastiche per stampaggio a caldo o a freddo (manufatti in vetroresina), nella produzione per iniezione di manufatti in gomma, nella produzione di manufatti per colata in calcestruzzo o gesso, in fonderia .
A seconda del campo di impiego possono essere cere minerali (paraffine), cere sintetiche (polimeri), cere naturali (Cera d'api, cera di carnauba), grassi, olii, silicone (silossani).